# Siedlung Kunstfeld

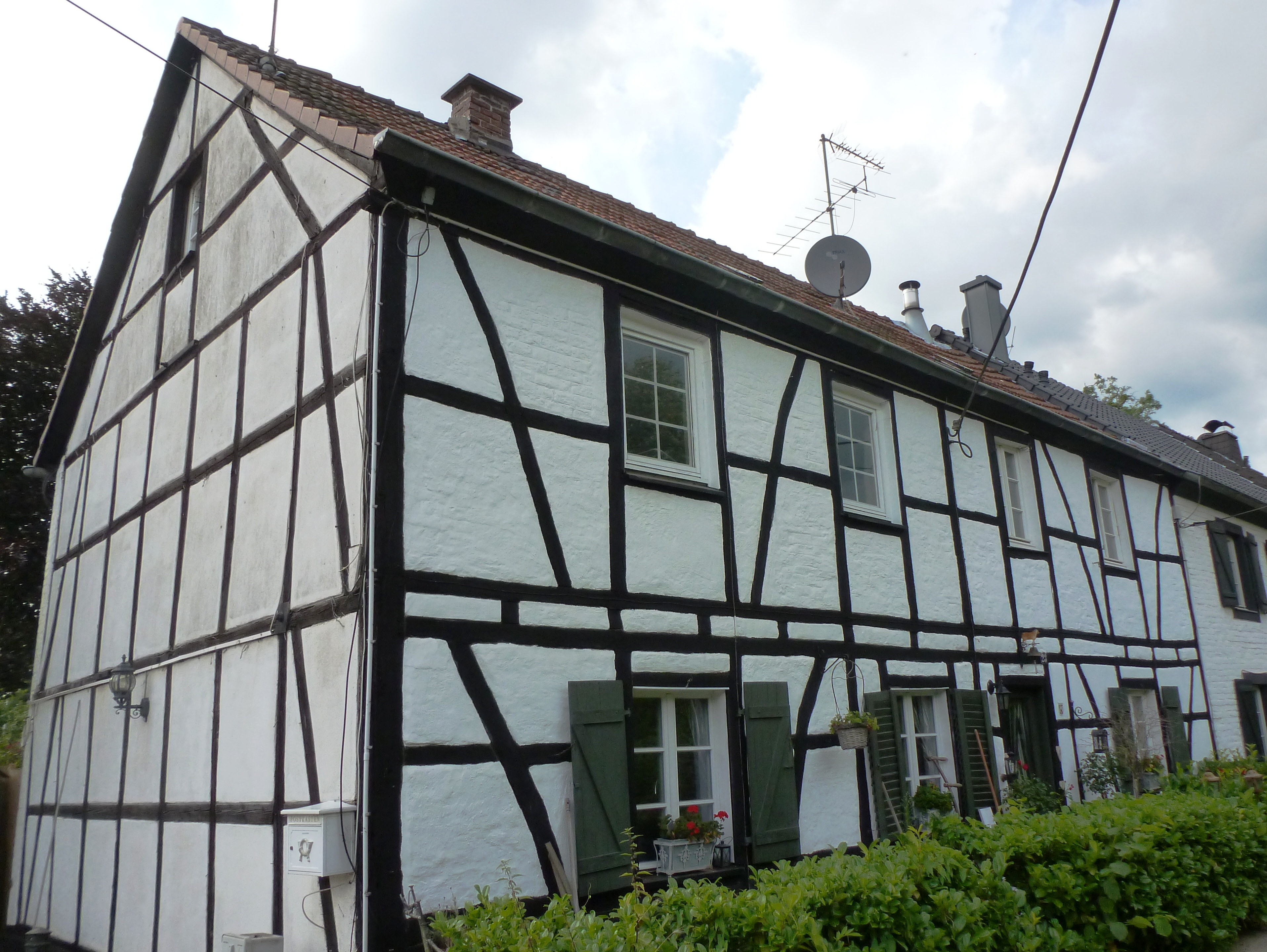
Nr. 23 Am Kunstfeld (2012)

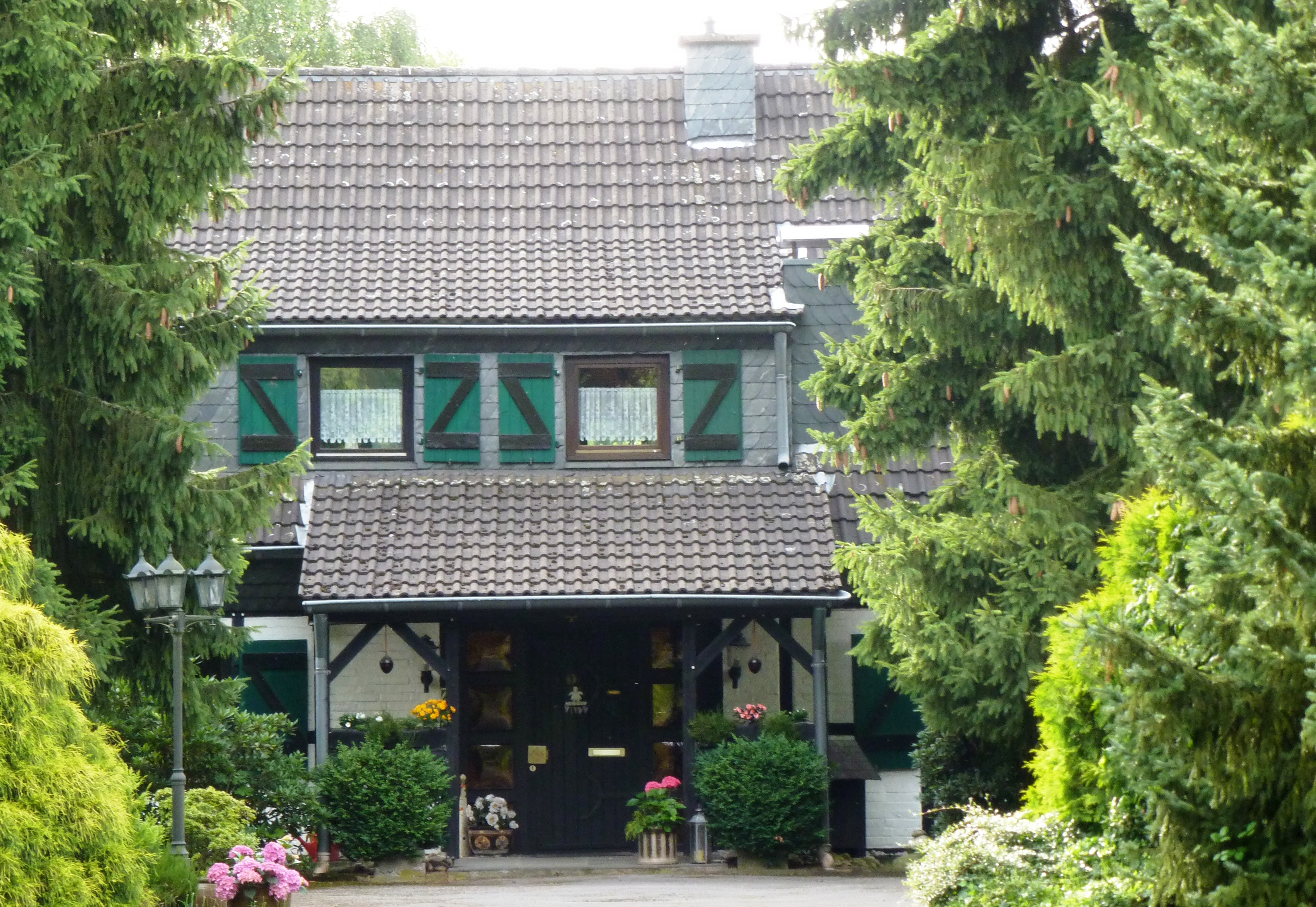
Ehemalige Fabrikantenvilla (2012)

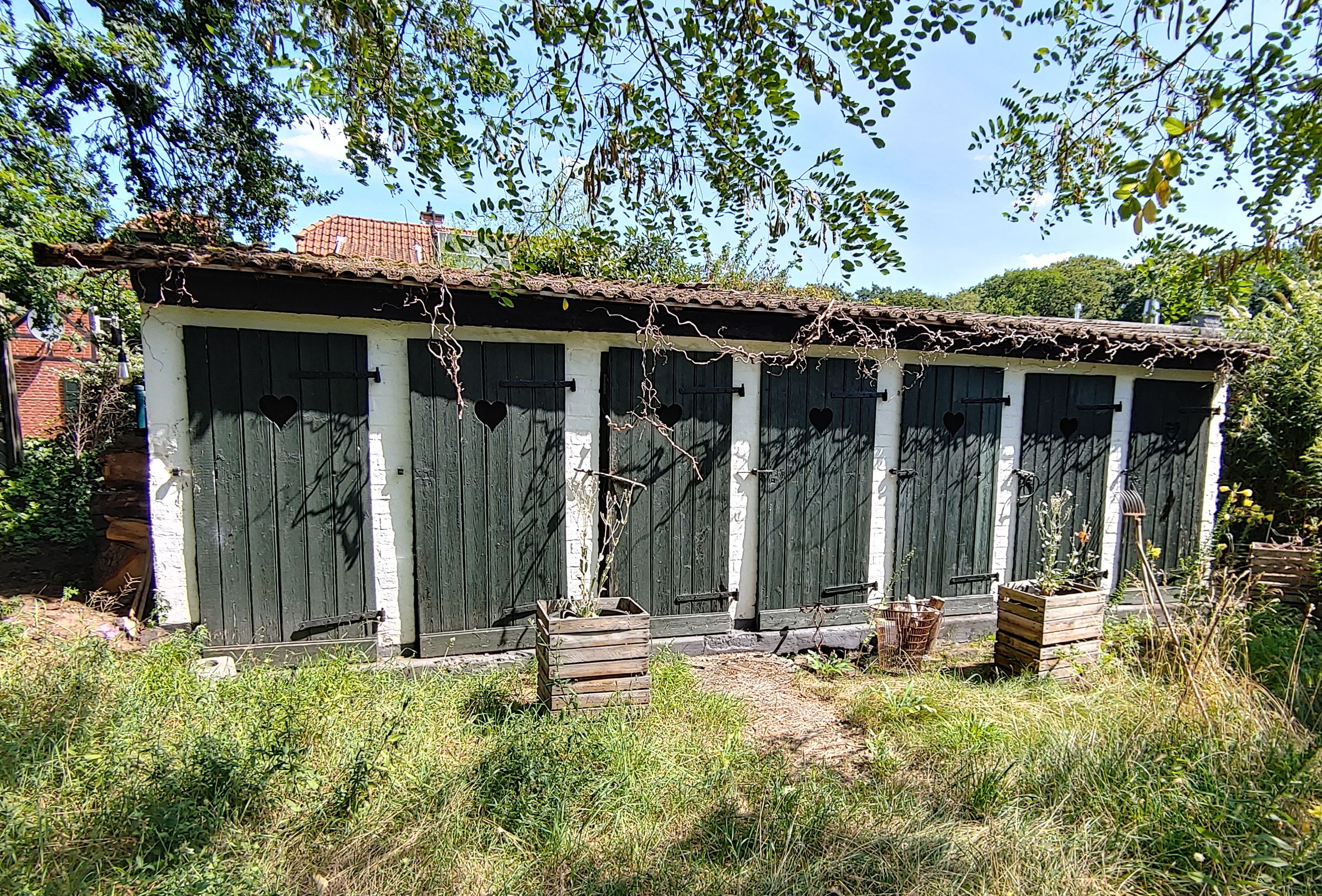
Denkmalgeschützte Toilettenanlage der Siedlung (2022)

Die Siedlung Kunstfeld in Köln-Dünnwald ist die älteste erhaltene Arbeitersiedlung im Rheinland. Sie wurde ab 1820 für die Arbeiter einer chemischen Produktion in den Wald bei Dünnwald gebaut. Die Gebäude der Siedlung stehen unter Denkmalschutz. 1870 ereignete sich in der Fabrik, zu der die Siedlung gehörte, eine schwere Explosion, bei der 15 Arbeiter getötet wurden.

## Geschichte
Nach der Säkularisation der Abtei Altenberg im Jahr 1803 pachteten die Chemiker Johann Gottfried Wöllner aus Gummersbach und Friedrich Mannes (1785–1850) aus Remscheid 1809 die Gebäude dieses Klosters und richteten dort eine Fabrik für den Textilfarbstoff „Berliner Blau“ ein, der für preußische Uniformen verwendet wurde. Allgemein wurde es üblich, leer stehende Klostergebäude als Werkstätten oder Fabriken zu nutzen. Am 6./7. November 1815 ereignete sich dort eine Explosion, bei der die Klostergebäude und das Dach des benachbarten Altenberger Doms zerstört wurden. Daraufhin verlegten die beiden Unternehmer ihre Produktion in das Klostergebäude des ehemaligen Prämonstratenserklosters in Dünnwald, nordöstlich von Mülheim am Rhein gelegen. Im Pachtvertrag wurde Wöllner als „Branntweinfabrikant“ bezeichnet. Der Lokalhistoriker und Pfarrer August Brand (1898–1988) charakterisierte Godfried Woellner als „klugen und energischen Mann“.
Die Herstellung der chemischen Erzeugnisse war mit einem starken Geruch verbunden, über den sich die Dorfbevölkerung beklagte. Im Jahr 1820 verbot die Kölner Bezirksregierung Wöllner die Produktion innerhalb der Dorfgrenzen. Daraufhin erwarb er ein Gelände von 20 Morgen Größe in der „Schlebuscher Heide“, etwa 1,5 Kilometer von Dünnwald entfernt. Dort hatte sich zuvor über mehrere Jahrhunderte das Gehöft „Backeshof“ befunden; der das Gelände umgebende Wald wurde damals Maikammer genannt. Wegen der „künstlichen“ Produkte, die Wöllner herstellen ließ, erhielt der neue Ortsteil den Namen „Kunstfeld“.
Bei den in Dünnwald hergestellten Produkten handelte es sich in der Regel zunächst um Farben aus Mineralien, die im Bergischen Land gewonnen wurden, und/oder um Berliner Blau, blausaures Kali, Scheidewasser, Salmiak, Holzessig und Bleizucker sowie um 1835 Eau de Cologne. Die Waren wurden bis nach Brabant und Holland verkauft. Eine Produktion mit einem jährlichen Umsatz von 60.000 bis 70.000 Talern wäre möglich gewesen, was aber günstige Importe aus England verhinderten.
Der Schriftsteller Anton Wilhelm von Zuccalmaglio nannte die Fabrik „einen Vorteil für die Bevölkerung“. Dennoch erwies es sich als schwierig, Arbeitskräfte aus der näheren Umgebung für die Fabrik zu gewinnen: Tatsächlich mussten die Unternehmer protestantische Arbeiter aus dem Bergischen Land in das bis dahin rein katholische Dorf holen. Die Fabrik hatte zeitweise bis zu 25 Mitarbeiter und galt somit als Manufaktur und nicht mehr als Handwerksbetrieb.
In den folgenden Jahrzehnten hatten mehrere Gesellschaften mit verschiedenen Inhabern Konzessionen für Produktionen in Dünnwald, darunter der Sohn von Johann Gottfried Wöllner, Christian, und Friedrich Mannes, die Brüder Friedrich (* 1798) und Benjamin Sternenberg (* 4. März 1795; † 6. Juli 1858) sowie ein Ed. Halbach aus Wald bei Solingen. Der Historiker Josef Thur gibt an, dass es zwei chemische Produktionen im Kunstfeld gab, nämlich zwischen 1820 und 1840 eine für Buntfarben der Gebrüder Mannes mit 20 bis 25 Arbeitern; Benjamin und Friedrich Sternenberg wiederum ließen bis in die 1830er Jahre Farben und andere chemische Produkte wie Salmiak herstellen. Außerdem gab es eine Horn- und Knochenmühle, von der der Name des „Hornpottweges“ rührt. Zudem existierten eine Drahtweberei sowie eine Produktion von gelochten Blechen, die anstelle von Gardinen an Fenstern angebracht wurden, deren Existenz allerdings nur mündlich überliefert ist. In einigen Häusern wurden in Heimarbeit Textilien gewoben. 1827 lebten in Kunstfeld 48 Menschen, dann ging die Einwohnerzahl bis 1840 auf 30 zurück, um ab 1850 anzusteigen, bis im Jahr 1900 dort 179 Personen wohnten.
Gegen Ende der 1860er Jahre begann Friedrich Sternenberg, dem Vorbild Alfred Nobels folgend, mit Nitroglycerin und Salpetersäure zu experimentieren, um Sprengstoff herzustellen, aber auch ein weiterer Sohn von Benjamin Sternenberg, Heinrich, war für die Produktion mitverantwortlich. Die Behörden erließen die Auflage, dass die Räume der Fabrik im Kunstfeld zum Schutz der Arbeiter und der Bevölkerung gesichert werden müssten. Obwohl Sternenberg zunächst keine Konzession erhielt, begann er mit den Vorbereitungen, ohne dass die Behörden eingriffen.
Am 25. Januar 1870 ereignete sich nachts in der Fabrik eine Explosion. Die Erschütterung war so stark, dass selbst im entfernten Köln Bilder von den Wänden und Stuck von der Decke gefallen sein sollen. Dabei seien, so notierte der damalige Pfarrer Christian Bertram (1830–1893) (auf Latein), „14 Katholiken und ein Nichtkatholik ums Leben gekommen: Ihre Körper wurden zerstückelt über die Felder zerstreut und Glied für Glied gesammelt.“ Unter den Toten befanden sich sieben Familienväter, die 30 unmündige Kinder hinterließen (die genauen Zahlen divergieren von Quelle zu Quelle). „In Scharen“, so schrieb Pfarrer Brandt später in seiner Chronik von Dünnwald, seien Menschen aus Köln, Deutz, Mülheim und den umliegenden Dörfern gekommen, um sich das „Bild des Grauens“ anzuschauen. Es bildete sich ein Komitee, das um Spenden bat, und der „Quartett-Verein“ vom Mülheim organisierte ein Konzert zugunsten der betroffenen Familien. Der Berichterstatter der Hagener Zeitung fand es „tröstlich“, dass die „Umgekommenen“ im Nu „vernichtet und allen Leides enthoben“ gewesen seien.
Als verantwortlicher Unternehmer wurde der Pulverfabrikant Wilhelm Hermann August Wasserfuhr zu 25 Talern Geldbuße verurteilt, weil er „jene Fabrik in Betrieb gesetzt, bevor er die Konzession dazu erhalten hatte“. Offenbar führte Wasserfuhr nun gemeinsam mit den Sternenbergs die Gesellschaft, die die Produktion in Kunstfeld betrieben hatte; ab 1873 saß Wasserfuhr jedenfalls im Aufsichtsrat der „B. Sternenberg’sche Actien-Gesellschaft für chemische Bleiproducte und Farben“. In Zeitungsmeldungen über das Unglück wurde sein Name entweder gar nicht erwähnt oder nicht ausgeschrieben („Aug. W.“). Für die Sammlung zugunsten der geschädigten Familien spendete er 1000 Taler. 1871 übernahm die Gesellschaft „Kayser & Edelmann“ (auch „C. Kayser & Co.“) das Unternehmen, verlagerte die Produktionsstätte nach Schlebusch und verkaufte sie zwei Jahre später an Dynamit Nobel. Alfred Nobel überwachte den Aufbau persönlich. Der Schornstein der Fabrik blieb noch viele Jahre als Mahnmal für die Toten und als Protest gegen die geplante Neuerrichtung einer Pulverfabrik stehen. Pfarrer Bertram sammelte Unterschriften aller Dünnwalder und sandte erfolgreich Protestschreiben an Behörden und Unternehmer, damit die Sprengstoffproduktion in Dünnwald nicht wieder aufgenommen werde.
Der mit der Familie Halbach verwandte Louis Morsbach aus Solingen gründete 1871 im Kunstfeld mit Rudolf Scherz aus Wuppertal die Feilenhauerei Scherz & Morsbach. die bis in die 1920er Jahre in Betrieb war. Aufgrund einer Kreditvereinbarung erbten Louis Morsbach und sein Bruder Ernst 1887 den gesamten Besitz im Kunstfeld, der zwischen ihnen aufgeteilt wurde. Der Sohn von Louis Morsbach verkaufte seinen Grundstücksanteil in den 1930er Jahren an Dynamit Nobel in Manfort. Die zur Siedlung führende Straße, die heute Kunstfelder Straße heißt, trug bis in das 20. Jahrhundert hinein den Namen Schlebuscher Haidweg.

## Siedlung
Nach der Gründung der chemischen Fabrik erwies es sich als schwierig, Arbeitskräfte aus der Umgebung zu finden. Um Arbeiter anzulocken, ließen die Unternehmer Mannes und Wöllner ab 1820 die Siedlung Kunstfeld errichten. Die Wohnungen waren größer als üblich, günstig, verfügten über Gärten zur Selbstversorgung und – für damalige Verhältnisse unüblich – gute sanitäre Anlagen. Bei der „Siedlung Kunstfeld“ handelt es sich um die älteste erhaltene Arbeitersiedlung im Rheinland.
Die Siedlung besteht aus ein- und zweistöckigen Fachwerkhäusern. Sie erstreckt sich zwischen den beiden typisch klassizistisch-bergischen, verschieferten Wohnhäusern der früheren Fabrikanten. Insgesamt sind es neun Gebäude, darunter eine Hofanlage sowie ein Grabkreuz. „Wechselnde Besitzverhältnisse, Privatisierungen und Modernisierungswünsche gefährden bis heute den bereits in den 1930er Jahren als schützenswert anerkannten und in den vergangenen Jahrzehnten teilweise wiederhergestellten Gesamtkomplex dieser im Rheinland einmaligen frühindustriellen Fabriksiedlung“, so Architekturhistoriker Alexander Kierdorf. Die Siedlung ist Kulturlandschaftsbereich 346 im Regionalplan Köln.
Koordinaten: 51° 0′ 34,7″ N, 7° 2′ 7,7″ O